# Moura da Serra
Moura da Serra is een plaats (freguesia) in de Portugese gemeente Arganil en telt 168 inwoners (2001).